# Ватьёган
Ватьёган (устар. Вать-Ёган) — река в России, протекает по территории Нижневартовского и Сургутского районов Ханты-Мансийского автономного округа. Устье реки находится неподалёку от города Покачи, в 141 км по правому берегу реки Агана. В среднем течении реки находится посёлок Повховский. В бассейне реки расположены крупные нефтяные месторождения — Ватьёганское и Повховское. Длина реки — 296 км, площадь водосборного бассейна — 7340 км².

## Притоки
км от устья
- 13 км: Курръёган (лв)
- 24 км: Калъёган (лв)
- 26 км: Имиёган (пр)
- 55 км: Кочетъёган (пр)
- 60 км: река без названия
- 64 км: Котухта (лв)
- 79 км: Айкаёган (пр)
- 113 км: Урийпитыёган (пр)
- 114 км: Котухта (пр)
- 136 км: Мототяха (лв)
- 149 км: река без названия (пр)
- 159 км: Капейтяха (пр)
- 161 км: Тюйтяха (лв)
- 177 км: Матолитотяха (лв)
- 190 км: Арматолито-Тяха (лв)
- 214 км: Тюйтяха (лв)
- 272 км: Хадытхятуяха (лв)

## Данные водного реестра
По данным государственного водного реестра России относится к Верхнеобскому бассейновому округу, водохозяйственный участок реки — Обь от впадения реки Вах до города Нефтеюганск, речной подбассейн реки — Обь ниже Ваха до впадения Иртыша. Речной бассейн реки — Обь (верхняя) до впадения Иртыша.